# Sint-Lambertuskerk (Linden)

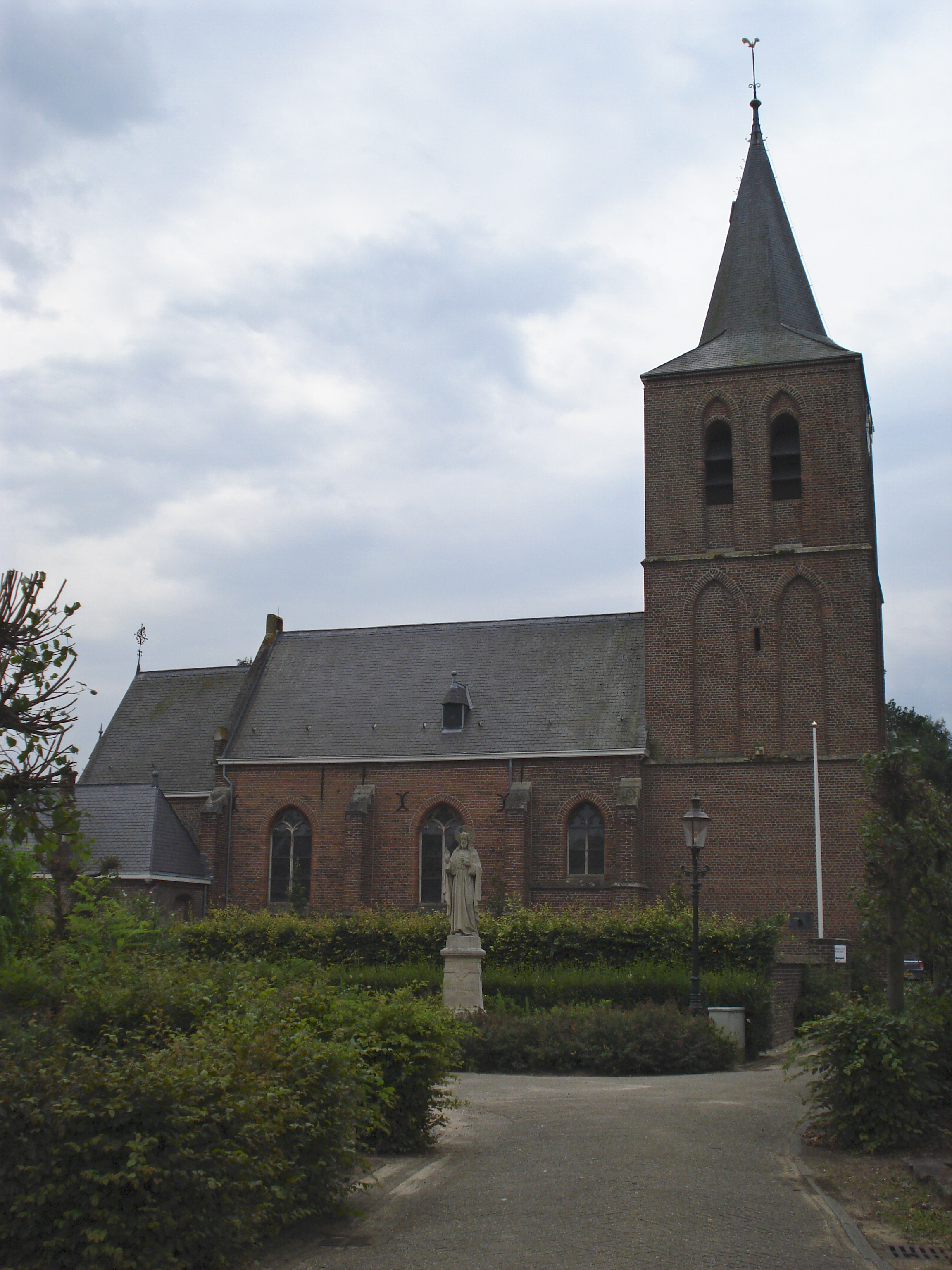
Sint-Lambertuskerk

De Sint-Lambertuskerk is de parochiekerk van de tot de Noord-Brabantse gemeente Land van Cuijk behorende plaats Linden, gelegen aan de Kerkstraat 34.

## Geschiedenis
Naar verluidt zou in Linden een kapel zijn gesticht door Jan I van Cuijk en wel als boetedoening voor de moord op graaf Floris V van Holland (1296). De kapel was afhankelijk van de Sint-Martinusparochie te Cuijk. In het derde kwart van de 15e eeuw werd een groter gebouw neergezet. In de loop van de 16e eeuw werd de kapel nog vergroot en in 1564 werd Linden een zelfstandige parochie. In 1648 werd de kerk echter genaast door de protestanten. Aangezien er nauwelijks protestanten waren werd de kerk gesloten. Na 1674 werd de kerk gebruikt als opslagplaats voor zout. De katholieken moesten kerken in Mook of Kleef.
In Linden werd in 1698 een kerkhuis gebouwd in plaats van een schuurkerk. Uiteindelijk kregen de katholieken in 1798 hun kerk weer terug. Deze verkeerde echter in vervallen staat. De parochianen wilden deze kerk graag behouden maar de pastoor was daartegen. Het conflict liep hoog op en in 1813 werd de pastoor overgeplaatst. Het kerkje bleef behouden. Ook overleefde het kerkje de sluitingsplannen die in 2017 werden ontvouwd.

## Gebouw
Het betreft een eenbeukig bakstenen kerkje in gotische stijl met voorgebouwde toren en verlaagd koor. De toren heeft drie geledingen en een ingesnoerde naaldspits.